# Orthiopteris caudata
Orthiopteris caudata är en ormbunkeart som först beskrevs av Edwin Bingham Copeland, och fick sitt nu gällande namn av Edwin Bingham Copeland. Orthiopteris caudata ingår i släktet Orthiopteris och familjen Saccolomataceae. Inga underarter finns listade.